# Петрик, Виктор Иванович
Ви́ктор Ива́нович Пе́трик (род. 22 июня 1946, село Карповцы, Житомирская область, Украинская ССР, СССР) — российский предприниматель, автор ряда лженаучных исследований (в том числе в области очистки воды), действительный член общественной организации РАЕН. Приобрёл широкую известность в ходе «Петрикгейта».
В 1984 году был осуждён за мошенничество и ряд других преступлений, в 1989 году освобождён условно-досрочно.

## Биография
Виктор Иванович Петрик родился в 1946 году в селе Карповцы Житомирской области.
В 1975 году заочно окончил факультет психологии Ленинградского университета.
По собственным словам, пытался получить также диплом на физфаке того же вуза, но безуспешно.
Ещё до учёбы в университете Петрик проводил массовые сеансы гипноза.
Работал научным сотрудником НИИ им. В. М. Бехтерева.
В конце 1982 года Петрик был арестован за покушение на разбойное нападение на квартиру Ржевских, совершённое, как о том свидетельствуют оперативные материалы, «В. И. Петриком совместно с Сутыриным, Ерофеевым и Шепсневым».
В декабре 1984 года В. И. Петрик был осуждён на 11 лет лишения свободы с конфискацией имущества по 13 статьям Уголовного кодекса РСФСР: мошенничество, покушение на грабёж, вымогательство, понуждение к даче ложных показаний и др.. В январе 1989 года был освобождён условно-досрочно, после чего работал художником в оформительских мастерских Ленинграда.
С начала 1990-х годов являлся генеральным директором и единственным учредителем ООО «Инкорпорация 4Т», которое занималось выращиванием искусственных гранатов, аметистов и других минералов для ювелирной промышленности по технологии, разработанной в Государственном оптическом институте. Сообщалось также, что Петрик занимался выделением изотопа осмий-187 из рениевых минералов (джезказганит). В начале 1990-х годов Петрик оказался замешанным в истории с вывозом контрабандного осмия за границу. По этому уголовному делу был арестован вице-мэр Петербурга Лев Савенков.
В 1997 году Петрик стал членом Российской академии естественных наук (РАЕН) (однако академик РАН Е. Б. Александров также сообщал, что справочник РАЕН 2000 года о нём молчит).
22 мая 2001 года решением так называемой «Высшей межакадемической аттестационной комиссии» РАЕН ему присуждена фиктивная «учёная степень доктора технических наук» (17 октября 2001 г. Высшая аттестационная комиссия Министерства образования Российской Федерации приняла решение о неправомочности аттестационной деятельности Высшей межакадемической аттестационной комиссии). Корреспонденту GZT.RU в РАЕН сообщили, что Петрик не платит членских взносов, а его институт фуллеренов не прошёл перерегистрации.
Петрик является генеральным директором и научным руководителем ЗАО НИИ физики фуллеренов и новых материалов, учреждённого в Москве Российской академией естественных наук, Фондом президентских программ и самим В. И. Петриком.
В 1990-х годах В. И. Петрик был советником по экономическим вопросам Санкт-Петербургской мэрии.
В начале 2000-х — генеральный директор ЗАО «Инфпро» фонда президентских программ, директор департамента стратегических исследований Академии национальной безопасности России.
Одновременно он является владельцем и научным руководителем ООО «Холдинг „Золотая Формула“».
Академик ряда общественных академий: Петровской академии наук и искусств, Санкт-Петербургской академии истории науки и техники, Международной славянской академии наук, образования, искусств и культуры, Международной академии наук экологии, безопасности человека и природы. В прошлом (до её ликвидации) член Академии проблем безопасности, обороны и правопорядка.
В 2000—2006 годах получил от РАЕН четыре диплома на открытия, три из которых — «в области теории информации»: «Явление образования наноструктурных углеродных комплексов», «Закономерность образования геометрической пространственной многомерной структуры при использовании математического алгоритма золотого сечения», «Явление магнитоупорядоченного состояния изотопа осмия-187 в ферромагнитной матрице», «Явление ядерно-спиновой селективности в обратимых химических реакциях с графенами». Дипломы, выдаваемые этими общественными организациями, не имеют какой-либо юридической силы.
Сообщается, что он якобы открыл формулу беспроигрышной игры в казино, сделал открытия в области изготовления сверхтонких экранов, изобрёл наноаккумуляторы для автомобилей, способ приведения в движение транспортных средств, не требующий наличия источников энергии, создал вечно вращающийся цилиндр, не потребляющий энергии.
Создал подземную «пирамиду Хеопса», излучающую лучи, которые якобы продлевают жизнь человека до 140 лет.
Со слов предпринимателя Артёма Тарасова (1950—2017), разработал технологию продления жизни до 200 лет, которую Тарасов испытал на себе.
Деятельность Петрика по внедрению его фильтров для очистки воды поддерживал руководитель Росатома С. В. Кириенко.
6 октября 2010 года, на следующий день после присуждения Нобелевской премии по физике Константину Новосёлову и Андрею Гейму за новаторские эксперименты по исследованию двумерного материала графена, Петрик в интервью «Единому российскому порталу» (копирайт сайта принадлежит партии «Единая Россия») заявил, что именно он, а не Гейм и Новосёлов, является первооткрывателем графена («или правильнее „углеродной смеси высокой реакционной способности — УСВР“»). Петрик заявил: «Что касается решения Нобелевского комитета по награждению за открытие графенов, то я документально могу доказать, кому в действительности это открытие принадлежит». В эфире телеканала РЕН-ТВ Андрей Гейм прокомментировал высказывания Петрика: «Нобелевская премия была дана не за открытие графена, которое сделали не Петрик (если я не ошибаюсь, имя этого человека Петрик), не Остап Бендер. В 1918 году люди уже знали, что такое термически расширенный графит. Мы же сделали из него приборы. Мы показали, что этот материал обладает уникальными свойствами, и мы привлекли внимание всего мирового сообщества к этому материалу. И премия нам дана не за открытие [графена], а за открытие удивительных свойств этого материала».

## Петрик и академик Александров
23 мая 2003 года газета «Санкт-Петербургские ведомости» опубликовала на целой газетной полосе статью А. Бондаренко «Служение на благо России», посвящённую деятельности Виктора Петрика. Петрик в статье назывался гениальным учёным и современным Леонардо да Винчи. Академик Александров, ознакомившийся со статьей, охарактеризовал её как «безудержный панегирик» Петрику, о котором он раньше ничего не слышал. Александров навёл справки о Петрике и «получил, к своему удивлению, с разных сторон в целом положительные характеристики героя статьи». В частности, Сергей Капица охарактеризовал его как «пробивного и талантливого изобретателя со сложной биографией». Михаил Толстой сообщил Александрову, что «это очень богатый человек, имеющий прямые связи с РПЦ, ФСБ и кремлёвской администрацией». Александров обнаружил в статье «множество элементарных неграмотностей и просто ляпов», касающихся технической стороны описываемых разработок Петрика, и 12 июня 2003 года отправил письмо со своими замечаниями главному редактору газеты Кузину. Редакция никак не отреагировала на письмо Александрова.
В 2008 году Клуб научных журналистов разместил в Интернете текст письма Александрова Кузину от 2003 года. Петрик позвонил Александрову и «вежливо попросил убрать текст с сайта». Петрик сообщил Александрову, что «полностью разделяет возмущение статьёй, что её автор — типичный „прилипала“, которого он получил в наследство от художника Глазунова». «Но „прилипалу“ он уже выгнал и тем искупил вину». Петрик пригласил Александрова на экскурсию в свои частные владения во Всеволожске, а также прислал Александрову «толстую папку документов на все изобретения» и добивался написания Александровым хвалебной статьи о себе. По словам Александрова, «с этой папкой можно сразу идти в прокуратуру!». «Бумаги доказывали, что Петрик не только присваивает чужие достижения, но и пытается их продать». Из документов следовало, что Петрик получил от Министерства обороны 5 млрд рублей на разработку гамма-лазера. Из документов также следовало, что «зачастую инициативы Петрика представлял зам. министра обороны Кокошин». Александров отказался писать хвалебную статью о Петрике. Через некоторое время к нему на автоответчик стали поступать анонимные сообщения, содержащие угрозы:
Вы попали в невероятно тяжёлую ситуацию, вот почему понадобятся все ваши слабенькие умственные способности. Вы думаете, что вы очень умный, но сейчас вы забрались на очень высокий уровень. Вы попали в крайне тяжёлую ситуацию. Мне плевать на то, что случится с вами, но вы подставляете, очень серьёзно подставляете других учёных из РАН. И у вас ещё есть возможность отзвониться, встретиться и принять решение…
По словам Александрова, голос на автоответчике принадлежал Петрику. Тот же самый голос сообщил, что знает «20 способов бесследного физического уничтожения». Александров обратился за помощью в РАН. При содействии президента РАН Осипова была организована встреча Александрова с сотрудником центрального аппарата ФСБ. ФСБ сообщила Александрову, что «преследовать этого человека по каким-то причинам они не могут, и посоветовали на всякий случай уехать из города». Александров уехал, через некоторое время вернулся. В марте 2010 года он сообщил, что «до сих пор не чувствует себя в безопасности». По мнению Александрова, «они хотят закрыть комиссию по лженауке, а может, даже и академию, потому что комиссия мешает „пилить“ деньги конкретным людям». «Академия мешает поворачивать реки и денежные потоки».
20 сентября 2010 года в эфир вышла передача «Школа злословия» с участием Александрова, где он, в частности, рассказал о своих отношениях с Петриком.

## Отношения с «Единой Россией»
Сообщал о поддержке своих исследований «Единой Россией» на сайте партии. В окружении спикера Госдумы Б. В. Грызлова корреспондента «Росбалта» заверили, что с Виктором Петриком «Единую Россию» «уже давно ничего не связывает».
Победитель конкурсов «Единой России» по программе «Чистая вода». В. И. Петрик и Председатель Государственной думы Б. В. Грызлов имеют патенты «Способ очистки радиоактивных отходов» (патент Ru 2345430 С1) и «Способ получения моносилана».
20 августа 2008 года Президиум Генерального совета Всероссийской политической партии «Единая Россия» принял решение о предоставлении права на использование наименования и символики Всероссийской политической партии «Единая Россия» победителю Всероссийского партийного конкурса «Чистая вода» ООО «Холдинг „Золотая Формула“».
По поводу В. И. Петрика и его отношений с партией имеются многочисленные публикации в Интернете. 28 января 2010 года Борис Грызлов заявил, что российская наука в лице её главного представителя — Российской академии наук — не имеет права судить, «что является лженаукой, а что — нет» (в РАН существует комиссия по лженауке, на заседаниях которой обсуждались результаты исследований В. И. Петрика). Ранее В. И. Петрик назвал Б. Грызлова в одном из интервью «блистательным учёным», который в прошлом «проводил ночи» в лаборатории Петрика.

## Отношения с РАН

### Участие Петрика в некоторых совещаниях в ИОНХ РАН
После обращения Председателя Госдумы Б. В. Грызлова с просьбой, чтобы специалисты РАН посмотрели работу В. И. Петрика, был организован визит Петрика в Институт общей и неорганической химии им. Н. С. Курнакова (ИОНХ РАН, Москва). Тогда академики В. М. Новоторцев и М. В. Алфимов после совещания выступили перед телекамерами НТВ с одобрительными заявлениями о Петрике. 22 апреля 2009 года в том же институте прошло первое заседание попечительского совета выставки «Инновации и технологии» под председательством Б. В. Грызлова, где В. И. Петрик выступил с докладом «Об инновационных открытиях в области фуллеренов, современных технологий получения наноматериалов и альтернативной энергетики» и предложил рассмотреть следующие проекты под общим названием «инновационные открытия в различных областях»:
- метод очистки жидких радиоактивных отходов и способ удаления трития из тяжёлой воды;
- присадка к моторным топливам для улучшения экологических характеристик выхлопных газов автомобильного транспорта;
- способ защиты от подделок лекарственных препаратов на основе антистоксовых люминофоров;
- производство оптической броневой керамики, предназначенной для работы в экстремальных условиях;
- способ выделения и разделения металлов платиновой группы;
- газофазное фторсилановое получение полупроводникового кремния;
- солнечные батареи на основе фотохимических систем с нанооксидными полупроводниковыми материалами;
- промышленное производство наноуглеродных материалов, в частности предположительно графенов и их использование;
- промышленное производство наноразмерных металлических порошков;
- программа «Альфа-излучающие препараты для ядерной медицины»;
- низкотемпературный термоэмиссионный преобразователь.

В протоколе заседания за подписью Грызлова было констатировано, что «открытые В. И. Петриком эффекты представляют существенный научный интерес», и было принято решение «организовать рабочие группы при соответствующих институтах для научного сопровождения упомянутых выше изобретений и технологий». Однако никаких официальных обращений в РАН от ООО «Холдинг „Золотая Формула“» В. И. Петрика после этого не последовало.

### Посещение лаборатории Петрика и реакция на отзывы
Посещение лаборатории В. И. Петрика делегацией РАН 18 июня 2009 года во время XXIV Чугаевской конференции в Санкт-Петербурге снимала телекомпания НТВ. Опубликованные затем на сайте Петрика видеоролики c похвалами академиков в адрес этого изобретателя вызвали бурное обсуждение в Интернете. В этих видеороликах деятельность Петрика была удостоена высокой оценки рядом членов РАН (вице-президент РАН, академик С. М. Алдошин, академики РАН И. Л. Еременко, В. М. Новоторцев, О. Г. Синяшин и член-корреспондент В. И. Овчаренко), против чего резко возразили как ряд других членов РАН, так и Клуб научных журналистов. Эту историю палеонтолог и известный борец с лженаукой Кирилл Еськов окрестил «Петрикгейтом». Вице-президент РАН академик С. М. Алдошин уточнил, что «наверное, прозвучало, что „Вам памятник нужно поставить“. Но вы понимаете, что это было сказано в шутливой форме!», а Петрик сообщил о намерении судиться с КНЖ. Официального заключения РАН пока не предоставляла, так как, по свидетельству С. М. Алдошина, материал для анализа (терморасщеплённый графит) был им передан только в ноябре 2009 года.
21 октября 2009 года в «Российской газете» вышло интервью с академиком РАН Э. П. Кругляковым, председателем Комиссии по борьбе с лженаукой и фальсификацией научных исследований, где он упомянул, что коллеги из Челябинска прислали заключение, из которого следует, что Петрик в области очистки радиоактивной воды выдаёт желаемое за действительное и фактически технологии не существует. 12 ноября 2009 года в газете «Наука в Сибири» была опубликована большая статья академика Э. П. Круглякова под названием «Суета вокруг науки», где подробно разбирались претензии Петрика и отмечалось:

Любой физик, одолевший откровения «гения XXI века», немедленно скажет, что мы наблюдаем здесь смесь необоснованной мании величия с удручающим невежеством (вспомним «высочайший вакуум» в недрах Земли, «золотое сечение», «разрыв связей между атомами без всякой затраты энергии»). Но ничего не поделаешь, потребуется шаг за шагом комментировать нелепости представителя «частной науки», пригретого высокими чиновниками. Как никак, В. И. Петрик — победитель конкурсов «Единой России» по программе «Чистая вода», походя решивший заодно проблему превращения радиоактивной воды в питьевую «высшего качества». Есть у Виктора Ивановича (совместно с Б. В. Грызловым) патент «Способ очистки радиоактивных отходов» (патент Ru 2345430 С1). Кстати, в истории Государственной Думы с царских времён это первый случай, когда председатель парламента, обременённый множеством важнейших государственных обязанностей, нашёл-таки время на оформление сложного технологического патента.

### Собрание Отделения физических наук и Общее собрание РАН
14 декабря 2009 года собрание Отделения физических наук РАН подробно обсудило вопрос о Петрике и поручило академику РАН В. Е. Захарову выступить на Общем собрании РАН 16 декабря 2009 года. Отделение физических наук предложило сделать следующие выводы:
1. Отсутствие внятной и согласованной позиции нашей Академии по «делу Петрика» наносит авторитету нашей Академии очень серьёзный и всё возрастающий ущерб.
2. Руководство Академии должно срочно принять меры, чтобы вернуть Академии позицию главного научного эксперта страны.

После выступления В. Е. Захарова Президент РАН Ю. С. Осипов предложил обсудить данный вопрос в группе специалистов РАН под руководством академика Э. П. Круглякова, председателя Комиссии по борьбе с лженаукой и фальсификацией научных исследований.
8 февраля 2010 года в интервью журналу «Итоги» Петрик обвинил Комиссию по борьбе с лженаукой в «беспрецедентном хамстве и грубости» и некомпетентности, а её председателя академика Круглякова — в «крайне ограниченной научной эрудиции». Он заявил: «Не сомневаюсь, что грязная история комиссии по лженауке рано или поздно закончилась бы и без меня. Вопрос только в том, сколько ещё человеческих судеб было бы исковеркано, сколько ещё талантливых учёных покинули бы Россию. Пришло время остановить этот позор: мое дело станет последней страницей в деятельности этой комиссии!».

### Комиссия РАН по проведению экспертизы работ Петрика
11 марта 2010 года Президиум РАН издал распоряжение № 12000-169 об утверждении состава Комиссии по проведению экспертизы работ В. И. Петрика:
- Тартаковский В. А. (председатель комиссии) — академик, академик-секретарь Отделения химии и наук о материалах РАН
- Чалых А. Е. (секретарь комиссии) — доктор химических наук
- Александров Е. Б. — академик
- Белоусов В. В. — доктор физико-математических наук, Институт металлургии и материаловедения им. А. А. Байкова РАН
- Виноградов Е. А. — член-корреспондент РАН
- Дедов А. Г. — член-корреспондент РАН
- Кведер В. В. — член-корреспондент РАН
- Кругляков Э. П. — академик
- Моисеев И. И. — академик
- Музафаров A.M. — член-корреспондент РАН
- Мясоедов Б. Ф. — академик
- Новиков Ю. Н. — доктор химических наук, Институт элементоорганических соединений им. А. Н. Несмеянова РАН
- Разумов В. Ф. — член-корреспондент РАН
- Холькин А. И. — член-корреспондент РАН

12 марта 2010 года состоялось заседание комиссии РАН, которой поручена экспертиза технологий очистки воды, разработанных изобретателем Виктором Петриком, соавтором одного из патентов которого является спикер Госдумы Борис Грызлов. «Было заседание, но не комиссии по борьбе с лженаукой, а комиссии, которая создана в Академии наук по проблеме „Петрик-Грызлов“. До окончания работы этой комиссии мы никаких комментариев давать не будем», — сказал Кругляков. По его словам, комиссия будет работать две-три недели. Он отметил, что провести экспертизу технологий Петрика просил на одном из совещаний сам Грызлов.
20 апреля 2010 года было опубликовано открытое письмо от имени В. Петрика президенту РАН Ю. Осипову, в котором говорится, что «Вице-президента РАН, академика РАН Алдошина заставили отказаться от своих слов, которые ранее он произносил в своем интервью журналисту НТВ искренне и с восхищением об увиденном!» и «мне не остаётся иного способа остановить „академиков-борцов с лженаукой“, как предъявить иск Александрову Е. Б., Захарову В. Е. и Круглякову Э. П. о защите чести, достоинства и деловой репутации, а также иск об упущенной выгоде».
21 апреля 2010 года РАН опубликовала Заключение комиссии по проведению экспертизы работ Петрика В. И., в котором отметила, что «в мировой химической литературе (статьи в журналах химического профиля, монографиях, выступления на конференциях, семинарах и т. п.) полностью отсутствуют работы, выполненные В. И. Петриком или с его участием. Имеются 5 работ в журналах физического профиля, в которых В. И. Петрик выступает в соавторстве» и сделала выводы:

1. Деятельность г-на В. И. Петрика лежит не в сфере науки, а в сфере бизнеса и изобретательства.
2. Анализ патентов г-на В. И. Петрика по указанным выше направлениям показывает:
  - В большинстве предложений и патентов речь идёт о различных вариантах создания тех или иных устройств и материалов. Все они основаны на известных научных фактах. Решения, близкие к тем, которые излагаются в патентах, предлагались многими отечественными и зарубежными авторами. Вопросы об использовании в практике технологий или материалов, предложенных в этих патентах, должны решать потенциальные потребители продукции в каждом конкретном случае.
  - Предложение и патент на очистку тяжёлой воды от трития с использованием магнитного изотопного эффекта не могут быть реализованы, так как основаны на неверном представлении о свойствах ядер водорода, дейтерия и трития.
  - В патенте «Низкотемпературный термоэмиссионный преобразователь» дано ошибочное толкование наблюдаемого явления. Это толкование противоречит законам термодинамики. Наблюдаемое автором явление находит простое объяснение с позиций современных физико-химических представлений.
  - Особо следует выделить патенты, в которых предлагается использование наноматериалов в изделиях, рассчитанных на длительный непосредственный контакт с человеком (например, фильтры для очистки питьевой воды). Имеющиеся сейчас в научной литературе данные говорят о физиологической активности многих наноразмерных веществ и материалов. В ряде случаев уже установлено, что такие частицы, в частности наноразмерные углеродные материалы, оказывают негативное влияние на здоровье человека и при длительном контакте могут вызывать различные заболевания, в том числе онкологические. Поэтому такие материалы можно использовать только при уверенности в том, что очищенная вода не содержит наноразмерных частиц.
Подтверждением этому заключению является утверждение Главным государственным санитарным врачом РФ Г. Г. Онищенко методического указания МУ1.2.2520 — 09 «Токсиколого-гигиеническая оценка безопасности наноматериалов».

Председатель комиссии Академик-секретарь ОХНМ, академик В. А. Тартаковский
— Заключение комиссии РАН по проведению экспертизы работ Петрика В.И. // Официальный сайт РАН
23 апреля 2010 года на сайте РАН был опубликован полный текст отчёта комиссии вместе с приложениями.
28 апреля 2010 года в Живом Журнале пользователя Виктора Петрика был опубликован ответ от лица В. Петрика на заключение РАН, в котором заявляется, что:
Многие пункты выводов экспертной комиссии РАН содержат грубые научные ошибки и неточности, свидетельствующие о том, что экспертиза моих научных разработок проводилась без участия профильных специалистов. В настоящее время мной выявлены истинные разработчики проекта „разоблачения В. Петрика“, выявлены их подлинные цели, мотивы и состав группы, действующей на территории России. Все материалы по данной теме будут в ближайшее время переданы в прокуратуру.В. Петрик, Ответ на заключение РАН
25 мая 2010 года на личной пресс-конференции Петрик обвинил членов РАН, усомнившихся в его изобретениях, в том, что они пошли на это за вознаграждение, обещанное представителями США. В ответ на вопрос, будет ли он подавать иск к РАН или к конкретным академикам, Виктор Петрик заявил, что «будет ждать ответа президента РАН Осипова на своё открытое письмо, и если Осипов скажет, что Кругляков действовал от лица академии, то иск будет подан к РАН».
7 июля 2011 года Роспотребнадзором опубликован короткий пресс-релиз, согласно которому в результате проведённых ФГУН «Федеральный научный центр гигиены им. Ф. Ф. Эрисмана» сравнительных исследований бытовых фильтров кувшинного типа «Аквафор», «Барьер», «Брита», «Гейзер» и «Золотая формула» фильтры компании «Золотая формула» определены как наиболее эффективные при очистке воды от тяжёлых металлов (мышьяка, цинка, кадмия, свинца), фенола и нитритов. В СМИ отмечается, что о самом исследовании не известно практически ничего: не известен заказчик исследования, сроки его проведения, показатели сравнения фильтров и методики. Да и сам факт его проведения можно поставить под сомнение — ни заключение, ни протоколы экспертизы Роспотребнадзор пока не обнародовал. Неясно также, каким образом фильтры «Золотой формулы» сумели войти в пятёрку наиболее популярных. Сотрудник отдела гигиены питьевого водоснабжения и охраны водных объектов института им. Эрисмана сообщил журналу «Итоги», что они просто провели небольшую сравнительную оценку фильтров, результаты испытаний в институте сообщали только заказчику — Роспотребнадзору. По словам специалистов, работу оплачивала некая зарубежная фирма.
В СМИ также отмечалось, что Роспотребнадзор — не первый исследователь продукции «Золотой формулы». В исследовании 2007 года по заказу Водоканала Санкт-Петербурга было выявлено значительное содержание посторонней микрофлоры. В том же году своё исследование УСВР провёл НИИ экологии человека и окружающей среды им. А. Н. Сысина, в котором было найдено, что в воде после фильтра 100 % рачков погибли за первые 10—15 минут из-за вымывания микрочастиц из сорбента УСВР и их попадания в отфильтрованную воду. Исследование аналитического центра контроля качества воды «Роса» в мае 2010 года показало, что фильтр не задерживает хлор, быстро забивается при наличии в воде меди, алюминия, серебра, свинца и превращает пропущенную через него стерильную воду в непригодную для питья по микробиологическим показателям. По результатам этого исследования Общество защиты прав потребителей обратилось в суд с требованием запретить фильтры Петрика.

## Судебные процессы
В мае 2010 года В. Петрик обратился с иском о защите деловой репутации к нескольким российским СМИ в Арбитражный суд Санкт-Петербурга и Ленинградской области, который в декабре частично удовлетворил его иск. В итоге, как сообщили представители Виктора Петрика, принято решение о том, что издания «Росбалт», «Комсомольская правда» и «Новая газета» должны выплатить истцу по 200 тысяч рублей, а также опубликовать опровержения на своих полосах. При этом, как отмечают представители Виктора Петрика, решение не устроило ни одну из сторон. Журналисты настаивали на том, что опубликованные ими данные являются достоверными, Петрик, в свою очередь, просил суд о большей компенсации — более 21 миллиона рублей.
Примерно в то же время (май 2010 года) Петрик обратился в Куйбышевский районный суд Санкт-Петербурга с иском о защите чести и достоинства против ряда СМИ. Согласно редакции агентства «Росбалт», Олег Кашин собирался свидетельствовать на заседании суда о предложении взятки от Петрика. Кроме того, агентство утверждало, что в электронной переписке с агентством Кашин сообщил об угрозах, полученных им от Петрика во время интервью.
7 июля 2010 года Общество защиты прав потребителей «Общественный контроль» подало исковое заявление в суд против производителя — ООО «Холдинг „Золотая Формула“» и продавца — Международного потребительского общества «Золотая Формула Мегаполис», принадлежащих Петрику, в котором требует признать производство и реализацию фильтров «Золотая формула ZF-МЧС» противоправным и запретить их производство и реализацию на территории Российской Федерации. Иск подан на основе результатов независимой экспертизы, проведённой Аналитическим центром контроля качества воды ЗАО «РОСА» и показавшей, что при фильтровании природной воды и воды, загрязнённой некоторыми металлами, ресурс фильтров оказался более чем в десять раз меньше указанного производителем, а очистка воды от активного хлора и типичных органических загрязнителей, вопреки рекламе, не происходит. Кроме того, использованный в течение некоторого времени для очистки загрязнённой воды фильтр делает пропущенную через него чистую воду непригодной для употребления. По сообщению Общества, 13 декабря 2011 г. Перовский районный суд г. Москвы принял решение об удовлетворении исковых требований Общества защиты прав потребителей и признании противоправными действий ответчиков, выраженных в производстве и реализации фильтров для воды, содержащих на этикетке аббревиатуру «МЧС», фамилию «Шойгу» и государственный флаг Российской Федерации. Результаты экспертизы по вопросам безопасности фильтров должны быть направлены ФГБУ НИИ экологии, человека и гигиены, окружающей среды им. А. Н. Сысина в суд в течение двух месяцев, тогда будет вынесено решение относительно запрета производства и реализации данных фильтров. 4 октября 2012 года Перовский районный суд вынес решение, признавшее ООО «Холдинг „Золотая Формула“» (учредитель — Петрик) нарушающим права потребителей по причине введения их в заблуждение относительно свойств фильтров. 10 апреля 2013 года Московский городской суд, рассмотрев апелляционную жалобу ответчика, подтвердил решение Перовского суда о запрете продажи фильтров Петрика.
7 октября 2010 года Кировский районный суд Петербурга принял к рассмотрению иск Петрика о защите деловой репутации к академикам РАН Александрову, Захарову и Круглякову, а также к Николаю Андреевичу Ахаяну и директору НИТИОМ Константину Владимировичу Дукельскому. Петрик обвинял ответчиков в том, что они, распространяя недостоверную информацию о его изобретениях, нанесли ему существенный материальный ущерб. Сумма искового требования В. Петрика составляла 1 миллиард рублей. Как пояснил корреспонденту «Фонтанки» сам истец, сумма была выбрана исключительно из психологических соображений. «Моя цель не получить деньги, а восстановить истину. И я добьюсь того, что будет создана комиссия, и желательно международная комиссия, которая восстановит моё доброе имя. А деньгами я Академию просто пугаю», — сказал Петрик. В 2012 году суд отказал в удовлетворении требований В. Петрика.
В апреле 2011 года гражданский иск к Петрику за причинение морального вреда на сумму в 2,5 млн рублей был подан академиками РАН Э. Кругляковым и Е. Александровым в Пресненский райсуд Москвы. Учёные утверждали, что Петрик регулярно оскорбляет их в своих выступлениях и является организатором «массированной информационной атаки» против академиков. Истцы в своём заявлении указали, что Петрик называл их «диверсионной группой», которая спонсируется американцами для того, чтобы «разрушить нашу науку». В июне 2012 года суд удовлетворил иск и постановил: ответчик должен выплатить каждому из истцов по 20 тыс. рублей и опровергнуть свои утверждения.

## Основные направления деятельности
Согласно биографии на сайте Петрика, основными направлениями его научной деятельности являются фундаментальные исследования и технологии в области
- фуллеренов,
- наноуглеродных структур,
- кристаллографии и оптических керамик,
- антистоксовых соединений,
- углеродных сорбентов с уникальными свойствами.

## Семья
Живёт и работает в городе Всеволожске (Ленинградская область). Женат, имеет сына.

## Цитаты
«Что я сделал? Генератор, который питается от электросети. Потери совсем небольшие. Он формирует… некую волну… Которая выстраивается вокруг любого нужного объекта, который вы задали… Представьте, лежит длинная леска под асфальтом. Волна самоорганизуется и самоуплотняется вокруг заданного объекта. Стоячая волна. Не пытайтесь ничего понять! Понять — не реально! И как только вы будете привлекать знания, будет осечка, … не будет ничего получаться!»
Из выступления В. И. Петрика на XII Международном экономическом форуме (Санкт-Петербург, 6—8 июня 2008 г.)

…Хитрые изобретатели во все времена брали в соавторы каких-нибудь чиновников, чтобы было легче продвигать свои изобретения, но когда я говорю об этом Петрику, он почти кричит в ответ:
— Грызлов — блистательный учёный! Вы знаете, сколько ночей он провёл со мной в этих лабораториях? Ещё когда его никто не знал, ещё не политиком.
Петрик говорит, что у него есть фотографии молодого Бориса Грызлова в этой лаборатории. Он, правда, не может дать их переснять, но показать — чтоб я мог написать, что да, такие снимки действительно существуют, — может, только за ними надо съездить домой. В течение беседы я несколько раз прошу Петрика всё-таки съездить за фотографиями, он меня как будто не слышит, наконец соглашается поехать. Уезжает, снова едет на другой конец своего леса, возвращается с единственным снимком — сфотографированный на фоне Петрика Грызлов в спортивном костюме жарит шашлык. Грызлов — седой, как сейчас, и Петрик тоже седой, как сейчас, и, видимо, невозможно установить, когда сделана эта фотография…

В конце июня — начале июля вы услышите нечто, чем будут поражены земляне.

## Научные публикации
1. Минаев В. В., Неволин В. К., Петрик В. И. Нанотрубки из углеродной смеси высокой реакционной способности Архивная копия от 4 марта 2016 на Wayback Machine. Нано- и микросистемная техника. 2002. № 1. С.41-42.
2. Бобринецкий И. И., Неволин В. К., Петрик В. И. Ветвящиеся нанотрубки из углеродной смеси высокой реакционной способности // Известия высших учебных заведений. Электроника. — М.: МИЭТ, 2002. — № 2. — С.105-106
3. Бобринецкий И. И., Неволин В. К., Петрик В. И., Строганов А. А., Чаплыгин Ю. А. Атомная структура углеродных нанотрубок из углеродной смеси высокой реакционной способности // Письма в ЖТФ. — 2003. — Т.29. — № 8. — С.84-90.
4. Бобринецкий И. И., Неволин В. К., Петрик В. И., Чаплыгин Ю. А. Вольтамперные характеристики двухэлектродных элементов с углеродными нанотрубками // Микроэлектроника. — 2003. — Т.32. — № 2. — С.102-104.
5. Фурсей Г. Н., Петрик В. И., Новиков Д. В. Низкопороговая автоэлектронная эмиссия из углеродных нанокластеров, полученных методом холодной деструкции графита // Журнал технической физики. — 2009. — Т.79. — № 07 — С.122-126.

## Петрик в кино
- «Гангстеры и филантропы» — документальный фильм из цикла «Криминальная Россия» (НТВ, 1998).